# Diocesi di Požega
La diocesi di Požega (in latino Dioecesis Posegana) è una sede della Chiesa cattolica in Croazia suffraganea dell'arcidiocesi di Đakovo-Osijek. Nel 2023 contava 244.335 battezzati su 266.435 abitanti. È retta dal vescovo Ivo Martinović, T.O.R.

## Territorio
La diocesi comprende i decanati di Požega, Virovitica, Našice, Nova Kapela, Nova Gradiška e Pakrac e le parrocchie di Jasenovac, Krapje e Lonja.
Sede vescovile è la città di Požega, dove si trova la cattedrale di Santa Teresa d'Avila.
Il territorio è suddiviso in 93 parrocchie.

## Storia
La diocesi è stata eretta il 5 luglio 1997 con la bolla Praeclarum evangelizationis di papa Giovanni Paolo II, ricavandone il territorio dall'arcidiocesi di Zagabria, di cui era originariamente suffraganea.
Il 1º aprile 1998, con la lettera apostolica Christianae virtutis, lo stesso papa Giovanni Paolo II ha confermato San Lorenzo, diacono e martire, patrono della diocesi.
Il 18 giugno 2008 è entrata a far parte della provincia ecclesiastica di Đakovo-Osijek.

## Cronotassi dei vescovi
Si omettono i periodi di sede vacante non superiori ai 2 anni o non storicamente accertati.
- Antun Škvorčević (5 luglio 1997 - 11 marzo 2024 ritirato)
- Ivo Martinović, T.O.R., dall'11 marzo 2024

## Statistiche
La diocesi nel 2023 su una popolazione di 266.435 persone contava 244.335 battezzati, corrispondenti al 91,7% del totale.
| anno | popolazione | popolazione | popolazione | presbiteri | presbiteri | presbiteri | presbiteri                | diaconi | religiosi | religiosi | parrocchie |
| anno | battezzati  | totale      | %           | numero     | secolari   | regolari   | battezzati per presbitero | diaconi | uomini    | donne     | parrocchie |
| ---- | ----------- | ----------- | ----------- | ---------- | ---------- | ---------- | ------------------------- | ------- | --------- | --------- | ---------- |
| 1999 | 283.343     | 314.780     | 90,0        | 111        | 81         | 30         | 2.552                     |         | 31        | 94        | 85         |
| 2000 | 285.128     | 318.251     | 89,6        | 109        | 78         | 31         | 2.615                     |         | 32        | 100       | 96         |
| 2001 | 284.990     | 318.092     | 89,6        | 113        | 82         | 31         | 2.522                     |         | 32        | 102       | 96         |
| 2002 | 286.581     | 318.072     | 90,1        | 109        | 81         | 28         | 2.629                     | 1       | 30        | 106       | 96         |
| 2003 | 286.914     | 318.749     | 90,0        | 118        | 85         | 33         | 2.431                     | 1       | 35        | 103       | 97         |
| 2004 | 286.796     | 318.678     | 90,0        | 116        | 85         | 31         | 2.472                     | 1       | 33        | 105       | 105        |
| 2013 | 254.937     | 286.285     | 89,1        | 120        | 92         | 28         | 2.124                     | 2       | 30        | 80        | 93         |
| 2016 | 253.058     | 278.277     | 90,9        | 124        | 100        | 24         | 2.040                     | 2       | 46        | 73        | 93         |
| 2019 | 250.029     | 273.321     | 91,5        | 122        | 100        | 22         | 2.049                     | 2       | 26        | 69        | 93         |
| 2021 | 247.298     | 267.763     | 92,4        | 119        | 99         | 20         | 2.078                     | 2       | 25        | 57        | 93         |
| 2023 | 244.335     | 266.435     | 91,7        | 119        | 102        | 17         | 2.053                     | 2       | 23        | 64        | 93         |